# 毛木半夏
毛木半夏（学名：Elaeagnus courtoisii）为胡颓子科胡颓子属下的一个种。

## 扩展阅读
- 維基物種上的相關：毛木半夏